# لیک‌اروهد (کالیفرنیا)
لیک‌اروهد (به انگلیسی: Lake Arrowhead) یک منطقهٔ مسکونی در ایالات متحده آمریکا است که در شهرستان سن برناردینو، کالیفرنیا واقع شده‌است. لیک‌اروهد ۴۹٫۰۸۲ کیلومتر مربع مساحت و ۱۲٬۴۲۴ نفر جمعیت دارد و ۱٬۵۷۷ متر بالاتر از سطح دریا واقع شده‌است.